# Pete Forrosuelo
Pete Andrei Pareja Forrosuelo (* 6. Juli 1999 in Sindangan) ist ein philippinischer Fußballspieler.

## Karriere

### Verein
Pete Forrosuelo stand bis März 2022 beim Erstligisten Azkals Development Team in Manila unter Vertrag. Wo er vorher gespielt hat, ist unbekannt. Mitte März 2022 wechselte er zum ebenfalls in der ersten Liga spielenden United City FC. Mit dem Verein aus Bacolod City gewann er den PFL Cup. Das Endspiel am 22. Mai 2022 gegen Kaya FC-Iloilo gewann man mit 3:2. Für United bestritt er 2022 acht Erstligaspiele. Im Januar 2023 ging er nach Thailand, wo er einen Vertrag beim Zweitligisten Raj-Pracha FC unterschrieb. Für den Verein aus der Hauptstadt Bangkok kam er jedoch nicht zum Einsatz. Am Ende der Saison musste er mit dem Verein in die dritte Liga absteigen. Nach dem Abstieg wurde sein Vertrag nicht verlängert. Im Juli 2023 kehrte er in seine Heimat zurück. Hier unterschrieb er einen Vertrag bei Davao Aguilas in Tagum.

### Nationalmannschaft
Pete Forrosuelo debütierte am 16. Juli 2022 in der philippinischen Nationalmannschaft. Hier kam er in einen Freundschaftsspiel gegen Osttimor zum Einsatz. Bei dem 4:1-Erfolg wurde er in der 60. Spielminute für Diego Bardanca eingewechselt.

## Erfolge
United City FC
PFL Cup: 2022